# رودراتسهوفن
رودراتسهوفن (به آلمانی: Ruderatshofen) یک شهر در آلمان است که در استالگوی واقع شده‌است.